# لانتانا ضيقة القنابيات
لانتانا ضيقة القنابيات (الاسم العلمي: Lantana angustibracteata) هي نوع نباتي يتبع جنس اللانتانا من فصيلة اللويزية.